# センチ
センチ（centi, 記号: c）は、国際単位系 (SI) におけるSI接頭語の一つで、基礎となる単位の 10−2倍（= 100 分の 1、0.01 倍）の量であることを示す。

## 概要
1795年の当初のメートル法で定められた6つの接頭語の一つである。
センチは、ラテン語で「百」を意味する centum に由来する。
当時は、分量の接頭語はラテン語から、倍量の接頭語のギリシャ語から作成することとしていた。1960年の第11回国際度量衡総会 (CGPM) で SI が制定される際に正式に承認された。
日本においては、センチはセンチメートル (cm) 以外に用いられるのは稀であり、通常、単に「センチ」と言えばセンチメートルのことを指す。
ヨーロッパなどではセンチリットル (cL) が飲料の容量を表すのによく用いられ、特にワインの瓶でよく見られる。他にセンチグラム (cg) という用法がある。
また粘度の単位にセンチポアズ (cP) というものがある。
体積を計る cc（1 ccは1 mL）という単位は「cubic centimetre（立方センチメートル）」の略であるが、国際単位系では認められておらず、計量法でも使用は好ましくないとしている。
フランス語では「サンチ」と発音し、旧日本軍で大砲の口径などを「40サンチ砲」などと表現した。